# Marie Preetzmann
Marie Caroline Preetzmann (født 15. april 1864 på Frisenvold, død 25. februar 1924 i København) var en dansk maler.
Hendes forældre var godsejer Sophus Frederik Julius Preetzmann (1829-1873) og Caroline Marie Thomasine født Floor (1824-1914). Farfaderens søster var malerinden Caspare Preetzmann. Hun var autodidakt og malede især landskaber, også enkelte portrætter og udførte kopier efter ældre værker (Rembrandt). Hun modtog støtte fra Den Raben-Levetzauske Fond 1893 og 1902, Zahrtmanns Legat 1919 og Ronges Legat 1921, men fik aldrig noget større gennembrud. Preetzmann besøgte Frankrig og Belgien.
Hun døde ugift og er urnebegravet på Ørum Kirkegård, Galten Herred. 

## Udstillinger
- Kvindernes Udstilling 1895
- Charlottenborg Forårsudstilling 1904, 1906, 1917-1924
- De Afvistes Udstilling, København 1905
- Charlottenborg Efterårsudstilling 1913, 1922
- Kvindelige Kunstneres retrospektive Udstilling, København 1920

Separatudstillinger:
- Winkel & Magnussen, København 1909 (sammen med Marius Hammann)
- Køster, Tordenskjoldsgade, København, ca. 1913

## Værker
- Ved månens frembrud (udst. 1895)
- Efterårsaften i Jylland (udst. 1904)
- Jysk ålandskab (udst. 1906)
- Udsigt over Lutry, landsby ved Genfersøen (udst. 1909)
- Skumring i skoven ved Frisenvold (udst. 1909)
- Oversvømmet hede (udst. 1913)
- Landskab med mølle (1914)
- Mosestrækning ved efterår (udst. 1917)
- Eng og mose fra Grenaaegnen, nymåne (udst. 1919)
- Sol gennem skyer (1909)
- Ved Kolding havn i måneskin (udst. 1921)
- Mose i Nørrejylland, mod solnedgang (udst. 1923)
- Strandparti fra Stribegnen (udst. 1924)